# سهرابي (شميل)
سهرابي (بالفارسية: سهرابی) هي قرية تقع في إيران في قسم شمیل الريفي. يقدر عدد سكانها بـ 122 نسمة .